# North Liberty (Indiana)
North Liberty és una població dels Estats Units a l'estat d'Indiana. Segons el cens del 2000 tenia 1.402 habitants.

## Demografia
Segons el cens del 2000, North Liberty tenia 1.402 habitants, 559 habitatges, i 399 famílies. La densitat de població era de 721,8 habitants/km².
Dels 559 habitatges en un 39% hi vivien nens de menys de 18 anys, en un 49,2% hi vivien parelles casades, en un 18,2% dones solteres, i en un 28,6% no eren unitats familiars. En el 25,9% dels habitatges hi vivien persones soles el 13,1% de les quals corresponia a persones de 65 anys o més que vivien soles. El nombre mitjà de persones vivint en cada habitatge era de 2,51 i el nombre mitjà de persones que vivien en cada família era de 3.
Per edats la població es repartia de la següent manera: un 30,3% tenia menys de 18 anys, un 8% entre 18 i 24, un 28,7% entre 25 i 44, un 18,8% de 45 a 60 i un 14,3% 65 anys o més.
L'edat mediana era de 34 anys. Per cada 100 dones de 18 o més anys hi havia 87,5 homes.
La renda mediana per habitatge era de 34.850 $ i la renda mediana per família de 44.145 $. Els homes tenien una renda mediana de 36.563 $ mentre que les dones 23.281 $. La renda per capita de la població era de 16.469 $. Entorn del 8,6% de les famílies i el 10,1% de la població estaven per davall del llindar de pobresa.

## Poblacions més properes
El següent diagrama mostra les poblacions més properes.